# Евура (окръг)
Евура е един от 18-те окръга на Португалия. Площта му е 7393 квадратни километра, а населението – 152 299 души (по приблизителна оценка от декември 2019 г.). Разделен е допълнително на 14 общини, които са разделени на 91 енории.